# Meadowview (Virginia)
Meadowview es un lugar designado por el censo situado en el condado de Washington, Virginia  (Estados Unidos). Según el censo de 2010 tenía una población de 967 habitantes.

## Demografía
Según el censo de 2010, Meadowview tenía una población en la que el 95,1% eran blancos; el 2,6% afroamericanos; el 0,0% eran indios americanos y nativos de Alaska; el 0,2% eran asiáticos; el 0,0% hawaianos y otros isleños del Pacífico; el 0,4% de otra raza, y el 1,7% a partir de dos o más razas. El 1,6% del total de la población eran hispanos o latinos de cualquier raza.